# Sergej Josifovič Paradžanov
Sergej (Sergo) Josifovič Paradžanov, pravo ime Sarkis Paradžanjan (armenski: Սերգեյ Փարաջանով, gruzijski: სერგო ფარაჯანოვი, ruski: Серге́й Ио́сифович Параджа́нов, ukrajinski: Сергій Йо́сипович Параджа́нов) (Tbilisi, 9. siječnja 1924. – Erevan, 21. kolovoza 1990.) bio je armenski filmski redatelj i scenarist. 

## Životopis
Rođen je 9. siječnja 1924. u Tbilisiju. Bio je nadareni slikar te je studirao pjevanje i violinu. Diplomirao je na Svesaveznom državnom kinematografskom institutu (VGIK) u Moskvi. Na početku je bio asistent redatelja, a prvi je put bio redatelj 1955. godine. Proslavio se petim cjelovečernjim filmom, Sjenke zaboravljenih predaka iz 1964. godine, nastalog na temelju priča Myhajla Kocjubynskyjog o svojevrsnom Romeu i Juliji iz karpatskog sela s kraja 19. stoljeća. Radnja filma okružena je praznovjerjem i nasilnosti. Slijedi Sayat Nova, prikazivan pod naslovom Boja šipka iz 1971. godine koji je snimljen dvije godine ranije. Riječ je o stiliziranom i metaforičnom životopisu armenskog pjesnika Harutjuna Sajadjana koji je živio u 18. stoljeću. Kolorit filma inspiriran je bizantskim mozaicima, biblijskim iluminacijama i armenskim tapiserijama. Sadrži naglašenu geometrijsku kompoziciju kadrova. Zbog navodne teške razumljivosti izlaganja, državna je cenzura izrazito skratila i mijenjala film. Paradžanov idući film, Legenda o suramskoj tvrđavi, inspiriran je legendom iz srednjeg vijeka te je stilski i poetički sličan Boji šipka. Uz Andreja Arsenijeviča Tarkovskog bio je najdarovitiji sovjetski filmski redatelj u drugoj polovici 20. stoljeća. Živio je nekonvencionalnim stilom života, optuživan je da je ukrajinski nacionalist, homoseksualac, anarhoidni kvaritelj mladeži. Bio je u zatvoru od 1974. do 1978. te je oslobođen nakon peticije sineasta iz inozemstva. Umro je u Erevanu 21. kolovoza 1990.

## Vanjske poveznice
- Službena web-stranica
- Profil IMDb
- Sergej Josifovič Paradžanov Hrvatska enciklopedija
- Sergej Paradžanov Proleksis enciklopedija
- Sergej-Sergo Josifovič Paradžanov  Arhivirana inačica izvorne stranice od 1. svibnja 2021. (Wayback Machine) Filmska enciklopedija